# Grammy Award for Best Banda or Norteño Album
Der Grammy Award for Best Banda or Norteño Album (auf Deutsch etwa „Grammy Award für das beste Banda- oder Norteño-Album“) ist ein Musikpreis, der 2012 bei den jährlich stattfindenden Grammy Awards verliehen wurde. Ausgezeichnet wurden Gesangs- und Instrumentalalben aus den Musikbereichen Banda und Norteño.

## Hintergrund und Geschichte
Die seit 1958 verliehenen Grammy Awards (eigentlich Grammophone Awards) werden jährlich in zahlreichen Kategorien von der National Academy of Recording Arts and Sciences (NARAS) in den Vereinigten Staaten von Amerika vergeben, um künstlerische Leistung, technische Kompetenz und hervorragende Gesamtleistung ohne Rücksicht auf die Album-Verkäufe oder Chart-Position zu ehren. Vergeben wurde der Preis für qualitativ hochwertige Alben aus den Musikbereichen Banda und Norteño.
Die Kategorie wurde als Zusammenführung der Kategorien Best Banda Album und Best Norteño Album eingeführt, um die Anzahl der Grammy-Kategorien zu reduzieren. Im Folgejahr wurde die Restrukturierung weitergeführt und diese Kategorie mit Best Regional Mexican or Tejano Album in die neue Kategorie Best Regional Mexican Music Album (Including Tejano) vereint und nicht mehr eigenständig weitergeführt.
Preisträger der einzigen Verleihung war die kalifornische Norteño-Band Los Tigres del Norte.

## Gewinner und nominierte Künstler
| Jahr | Künstler / Band      | Nationalität       | Werk                                            | Weitere nominierte Künstler | Bilder der Künstler        |
| ---- | -------------------- | ------------------ | ----------------------------------------------- | --- | -------------------------- |
| 2012 | Los Tigres del Norte | Vereinigte Staaten | MTV Unplugged: Los Tigres del Norte and Friends | - El Guero & Su Banda Centenario – Bicentenario - Intocable – Intocable 2011 - Los Tucanes de Tijuana – El Arbol - Michael Salgado – No Vengo A Ver Si Puedo…Si Por Que Puedo Vengo | Los Tigres Del Norte, 2006 |